# لاکتوسین
لاکتوسین مادة مريرة المذاق والتي تقوم بتشكيل بلوريات صلبة وبيضاءة اللون، ينتمي اللاكتوسين لمجموعة   سيسكويتربين لاكتون. تتواجد هذه المادة في البعض من أنواع الخس وهو أحد مكونات لاكتوكاريوم . يتبين أنه يوجد خصائص مسكنة ومهدئة لهذه المادة.  كما وأظهرت هذه المادة بعض التأثيرات المضادة للملاريا.  تتواجد هذه المادة أيضًا في قهوة الهندباء .
تعمل هذه المادة بمثابة ناهض لمستقبلات الأدينوزين . 